# 蒋世珍
蒋世珍（?—?），又名训，字君聘，南宋缙云县东乡岱石口人。蒋世珍为开庆元年进士第二名，官至从仕郎，曾在镇江、建德、温州三地教书。蒋世珍在温州时结识了朱熹的弟子陈埴，成为“木钟学派”的核心人物之一。